# Castles for Two
Castles for Two (en español, Castillos para Dos) es una película dramática muda estadounidense de 1917 dirigida por Frank Reicher y protagonizada por Marie Doro y Elliott Dexter. Está basada en una historia original para la gran pantalla, Rich Girl - Poor Girl, de Beatrice deMille y Leighton Osmun. Una copia de la película se conserva en la Biblioteca del Congreso.

## Contexto
Según la Motography del 3 de marzo de 1917, la película fue escenificada por Beatrice C. de Mille y Leighton Osmun, a partir de su historia original, Rich Girl, Poor Girl, para adaptarla específicamente para la actriz principal Marie Doro. En abril de 1917, Photo-Play Journal destacó el novedoso uso de la vaca persiguiendo a la heroína hasta un árbol como catalizador de la subtrama romántica.
Se estrenó el 5 de marzo de 1917 con críticas en general positivas, y la mayoría de los críticos describieron la película como un entretenimiento limpio e inocuo. Semanas más tarde, el 28 de abril de 1917, la revista Moving Picture World informaba de que la sección de Portland, Oregón, de la Ancient Order of Hibernians, una sociedad irlandesa-estadounidense, había exigido la eliminación de las escenas que representaban la vida campesina irlandesa, que consideraban ofensivas. Anteriormente se había producido una protesta similar en Butte, Montana.
El Catálogo de Entradas de Derechos de Autor de Películas Cinematográficas de EE. UU. menciona erróneamente al solicitante de los derechos de autor como Jesse L. Lasky Feature Co. El escritor Eugene A. Clancy la adaptó en una historia corta sobre el escenario para el Picture-Play de mayo de 1917.

## Sinopsis
La heredera Patricia Calhoun visita la casa de sus antepasados en Irlanda, con la esperanza de descubrir a las hadas de las que hablaba a menudo su abuela. Haciéndose pasar por una pobre criada, Patricia conoce al empobrecido aristócrata Brian O'Neil, que se enamora de ella al instante. Sin embargo, las tres hermanas de Brian le exigen que se case con una rica americana para salvar el patrimonio familiar. Como broma pesada, Patricia hace creer a Brian que su secretaria solterona es en realidad la heredera, y se divierte observando su torpe intento de proponerle matrimonio. Al final, Patricia descubre su verdadera identidad y Brian puede casarse con la mujer que ama.

## Elenco
- Marie Doro -Patricia Calhoun
- Elliott Dexter por Brian O'Neil
- Mayme Kelso - Secretaria de Patricia
- Jane Wolff - La hermana de Brian (* Jane Wolfe)
- Harriet Sorenson - La hermana de Brian
- Lillian Leighton - La hermana de Brian
- Julia Jackson - La madre de Brian
- Horace B. Carpenter - Neough
- Billy Elmer -Callahan
- Marie Mills - La niñera